# Zelotes holguin
Zelotes holguin este o specie de păianjeni din genul Zelotes, familia Gnaphosidae, descrisă de Alayón în anul 1992.
Este endemică în Cuba. Conform Catalogue of Life specia Zelotes holguin nu are subspecii cunoscute.